# نیدربرون-ل-بن
نیدربرون-ل-بن (به فرانسوی: Niederbronn-les-Bains) یک کمون در فرانسه با جمعیت ۴٬۴۸۴ نفر است که در Canton of Niederbronn-les-Bains واقع شده‌است.
Niederbronn-les-Bains (تلفظ فرانسوی: [nidəʁbʁɔn le bɛ̃]؛ آلمانی: Bad Niederbronn) یک کمون در بخش بارز راین در گراند است در شمال شرقی فرانسه است.[3] بین Bitche و Wissembourg، نزدیک به مرز فعلی با آلمان واقع شده است.
Niederbronn-les-Bains بخشی از پارک طبیعی منطقه ای شمالی Vosges است. این یک سنت به عنوان یک شهر آبگرم دارد و همچنان گردشگران و سایر بازدیدکنندگانی را که نیاز به بهبودی دارند جذب می کند.